# معركة إدلب (2012)
معركة إدلب هي نزاع اندلع بين قوات الحكومية السورية النظامية والجيش السوري الحر بهدف السطيرة على منطقة مدينة إدلب وجبل الزاوية، بدأت في يوم السبت 10 آذار 2012 ولا زالت أحداثها مستمرَّة. بدأت المعركة في صباح السبت، حيث أن الجيش الحر كان قد سيطرَ على معظم مناطق محافظة إدلب منذ أسابيع خلت، ولذا فبعدَ انتهاء معركة بابا عمرو تقدَّمت قوات الجيش نحو المنطقة لاستعادة السيطرة عليها، وبدأت بقصف مدينة إدلب بالمدفعية، مما أدى إلى مقتل العشرات من المدنيين ومن مقاتلي الجيش الحر. لكن الجيش الحر قاومَ ولم يسمح للجيش النظامي بدخول المدينة، وتكبَّد الجيش خسائر كبيرة تتضمَّن مروحية و6 دبابات.

## الخلفية
قبل اندلاع المعركة بعدّة أشهر؛ حصلت مجموعة منَ الاشتباكات حول إدلب وذلك بعدما سيطرَ عليها الثوار من يدِ النظام. في وقتٍ مبكر من 12 شباط/فبراير؛ أُفيد بأن قوات المعارضة في مدينة إدلب تستعد لصدّ هجوم تُخطط له قوات الجيش السوري من أجل استعادة إدلب. ذكرت الهيئة العامة للثورة السورية أن 54 شخصًا قتلوا على يد قوات الأمن خلالَ عمليات إطلاق النار في جميع أنحاء سوريا يوم 15 شباط/فبراير، وقد ضحّت إدلب وحدهَا بـ 11 قتيلا.
في اليوم الموالي؛ ذكرت مصادر روسية أن عددًا من أحياء إدلب تقعُ تحت سيطرة «الجماعات المسلحة» التي نهبت المباني الحكومية ومكاتب القطاع الخاص على حدّ زعم وسائل الإعلام الروسية الموالية للنظام السوري. في السياق ذاته؛ ذكرت الهيئة العامّة للثورة وقوع مجزرة في المدينة نفذها الجيش السوري وقد تسبّبت في مقتل ما لا يقل عن 38 شخصًا. بعد عدة أيام؛ تمكّنَ الجيش السوري الحر من قتلِ المدعي العام والقاضي في المدينة. قبلَ أسبوع من المعركة؛ شهدت المِنطقة العديد منَ التعزيزات العسكرية تمهيدًا للهجوم. في التاسع من آذار/مارس توجهت 42 دبابة و131 ناقلة الجنود نحوَ المدينة.

## المعركة
في صباح يوم السبت 10 آذار 2012 حاصرت القوات النظامية مدينة إدلب وبدأت بقصفها بالمدفعية، كما حاولَ بعض الجنود اقتحامها، غير أنهم دخلوا في اشتباكات مع الجيش السوري الحر الذي منعهم من دخول المدينة. وقد تمكن الجيش الحر في اليوم الأول من المعركة (حسبَ تصريح رسميٍّ لقائده رياض الأسعد) من إسقاط مروحية عسكرية وتدمير 6 دبابات تابعة للجيش، كما قال رياض الأسعد أن 30 جندياً معهم دبابتان انشقوا عن الجيش النظامي أثناء الاشتباكات. غير أن القوات النظامية نجحت أيضاً في نصب كمين لمقاتلين من الجيش الحر قربَ مدينة جسر الشغور أثناء توجّههم إلى مدينة إدلب للمُشاركة في المعركة، ونجحت بقتل 16 شخصاً منهم. وأما القصف على مدينة إدلب فقد أوقعَ 15 قتيلاً، وقد حاولَ العديد من المدنيين الفرار هرباً من القصف. كما أفادت الهيئة العامة للثورة السورية بأن قوات الأمن ارتكبت مجزرة في بلدة إبلين في جبل الزاوية، حيث أعدمت 10 من شباب البلدة رمياً بالرَّصاص، ليرتفع بذلك عدد القتلى المدنيين إلى 25 في اليوم الأول. كما تعرَّضت مدينة أريحا للحصار والقصف براجمات الصواريخ هي الأخرى.
في يوم الأحد 11 آذار بدأت قوات الأمن والجيش النظاميين باقتحام مدينة إدلب نفسها، مما أدَّى إلى اندلاع اشتباكات عنيفة مع الجيش الحر، كان جلها في «حي الضباط» وكلية الآداب. وخلال هذه العميات العسكرية، حاصرت قوات الأمن حوالي 20 مدنياً في أحد مساجد المدينة وأعدمتهم رمياً بالرَّصاص، كما قُتلَ 13 مدنياً آخرين في القصف المدفعي. وأما في ريف إدلب وفي جبل الزاوية، فقد نجحت قوات الجيش الحر (وفق ما قالته) في تدمير دبابتين وشاحنة محمَّلة بالجنود على طريق إحسم - البارة يوم الأحد، لكن مسرح الاشتباكات الأساسية خلال اليوم كان في بلدة الجانودية القريبة من جسر الشغور. حيث اقتحمت البلدة صباح الأحد قوات أمنية وبدأت بشن حملات اعتقالات ومداهمات فيها، فتدخَّل الجيش الحر ودخل في اشتباكات مع قوات الأمن، كانت حصيلتها مقتل 3 جنود نظاميِّين وتدمير ناقلة جند مدرعة، فيما قُتلَ مدنيٌّ خلال الاشتباكات.
في يوم الإثنين 12 آذار حاصرت قوات الأمن التي تطوق مدينة إدلب 24 مدنياً حينما كانوا يُحاولون النزوح والفرار إلى خارجها، وقامت بقتلهم جميعاً، وبالإضافة إليهم سقطَ 13 قتيلاً آخرين في المدينة جرَّاء القصف. كما أدى القصف على مدينة أريحا وبلدتي مرعيان والجانودية المُجاورتين إلى إصابة ومقتل عشرات آخرين. في اليوم التالي الثلاثاء 13 آذار قتلَ في إدلب 63 مدنياً، بينهم 40 شخصاً جُمعوا للتعرف على جثث بعض القتلى بجوار جامع بلال بن رباح، ثم أعدمتهم قوات الأمن جميعاً رمياً بالرَّصاص. كما أوقفت قوات الأمن في مدينة معرة النعمان سيارة تقلُّ جريحين وخمسة مدنيين على أحد الحواجز، وقتلت كل من كان فيها. وفي المُقابل نشبت بعض الاشتباكات في جبل الزاوية وتحديداً بمحيط بلدة البارة بين الجيشين النظامي والحر. لكن في آخر الأمر أعلنَ الجيش الحر بحلول مساء اليوم انسحابه من مدينة إدلب بعد أربعة أيام من القتال، وإثرَ ذلك دخلتها قوات الأمن وبدأت بتمشيط البيوت والأحياء واحداً واحداً.

## ما بعد المعركة
انطلقت عمليّة محافظة إدلب عملية التي بدأتها الحكومة السورية من أجل تحقيق مكاسب ضد الثوار قبل توسط الامم المتحدة في اتفاق وقف إطلاق النار في 10 نيسان/أبريل. وافقت الحكومة السورية على الاتفاق رسميًا في 14 نيسان/أبريل. تجدّدَ القِتال بعد ذلك بيومين في مدينة إدلب، وذلك بعدما قتلت قوات الأمن السورية 26 مدنيًا من أبناء وبنات المدينة. بعد يومين أيضًا وعلى الرغم من اتفاق وقف إطلاق النار الذي نظمته الأمم المتحدة إلا أن الجيش السوري قصفَ أجزاء من المدينة وذلك بسبب استمرار وجود مقاتلي المعارضة في تلك المناطق. أكّد نشطاء مدينة إدلب مقتلَ العديد من المدنيين بما يفوق بكثير ما يُذكر في وسائل الإعلام.